# Umweltschutzorganisation
Eine Umweltschutzorganisation ist eine Organisation, die gegen aus ihrer Sicht schädliche Veränderungen der Biosphäre vorgeht und die Lebensgrundlagen des Menschen möglichst unversehrt erhalten will bzw. sich für nachhaltige Entwicklungen einsetzt. Die größten deutschen Umweltverbände sind der NABU, der Deutsche Angelfischerverband und der BUND. Zu den weiteren bekannten Umweltschutzorganisationen gehören Greenpeace, der WWF, die Naturfreunde, die Deutsche Umwelthilfe und die Grüne Liga.
Umwelt- und Naturschutzorganisationen können in Deutschland nach dem Umwelt-Rechtsbehelfsgesetz und nach dem Bundesnaturschutzgesetz anerkannt werden; 2023 waren 138 Vereinigungen anerkannt. Darüber hinaus können Bundesländer jeweils Organisationen anerkennen. Mit der Anerkennung sind Rechte verbunden wie die Verbandsklage oder die Anhörung bei bestimmten umweltrechtlichen Verwaltungsentscheidungen.
Einige Umweltaktivisten wenden auch Aktionen des zivilen Ungehorsams an und riskieren häufig Geldstrafen, manchmal gar ihre körperliche Unversehrtheit. Für aufsehenerregende Aktionen in diesem Sinne sind vor allem die Anti-Atomkraft-Bewegung, Greenpeace, Sea Shepherd Conservation Society und Robin Wood bekannt.
Bekannte Umweltaktivisten sind Al Gore, Leonardo DiCaprio, Monika Griefahn, David McTaggart, Wangari Muta Maathai, Arnold Schwarzenegger und Greta Thunberg. In Deutschland setzen sich unter anderem der Schauspieler und Umweltaktivist Hannes Jaenicke und der  Fernsehmoderator Dirk Steffens für den Umweltschutz  ein.